# Silpha
Silpha är ett släkte inom familjen asbaggar som förekommer i gamla världen. En art inom släktet Silpha förekommer dock även i Kanada.

## Arter
- Silpha alpestris Kraatz, 1876
- Bredkantad asbagge (Silpha carinata) Herbst, 1783
- Silpha koreana Cho & Kwon, 1999
- Matt asbagge  (Silpha obscura) Linnaeus, 1758
- Silpha olivieri Bedel, 1887
- Silpha perforata Gebler, 1832
- Silpha puncticollis Lucas, 1846
- Smalkantad asbagge (Silpha tristis) Illiger, 1798
- Silpha tyrolensis Laicharting, 1781